# ساحل کوروماندل

مناطق در امتداد ساحل کوروماندل.

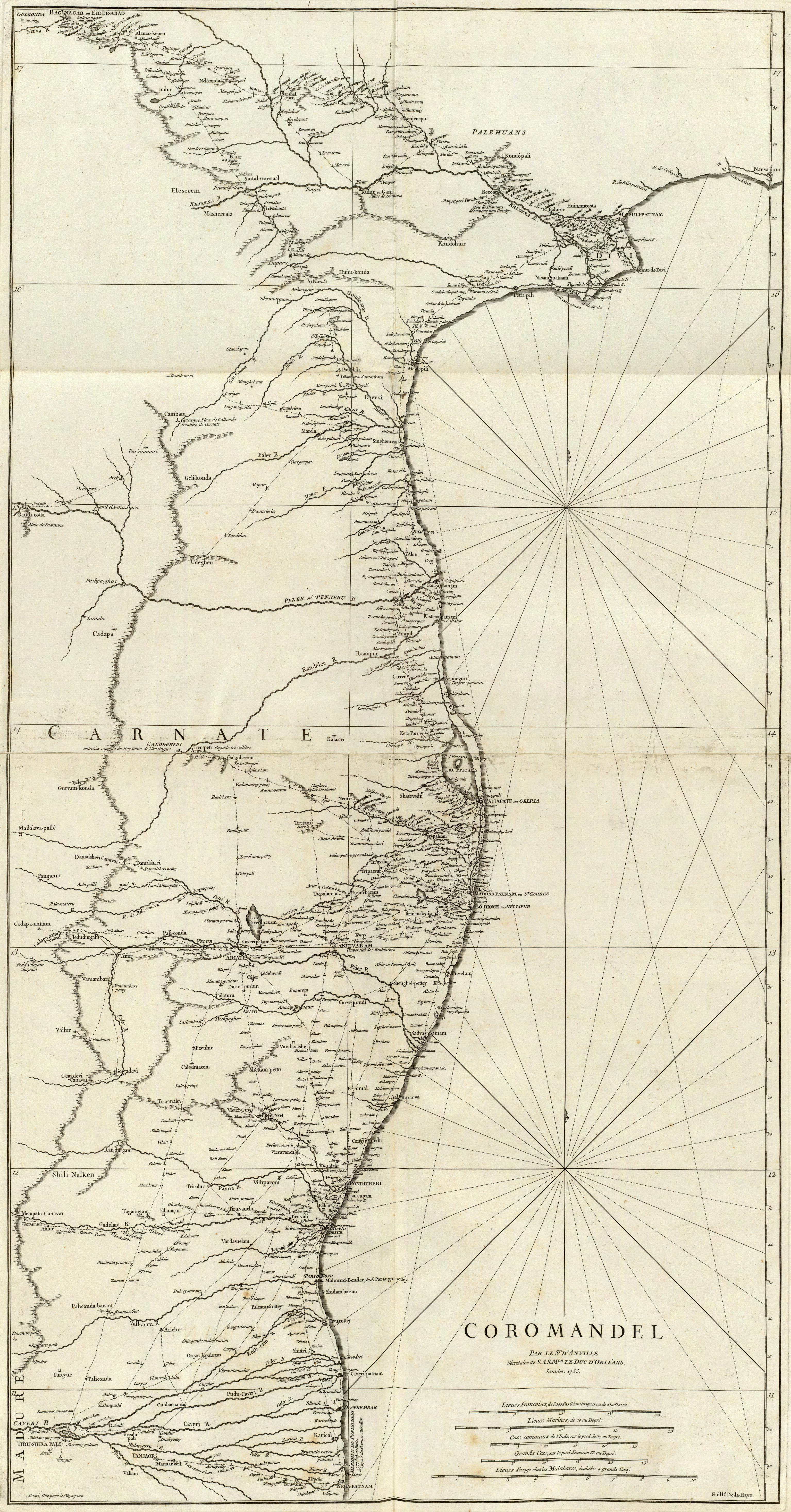
نقشه ساحل کوروماندل. (فرانسوی)

ساحل کوروماندل (Coromandel) ساحل جنوب شرقی شبه قاره هند است که بین قسمت‌های شرقی و خلیج بنگال در اقیانوس هند قرار گرفته است. خط ساحلی جنوب شرقی False Divi در شمال و Kanyakumari در جنوب قرار دارد. تعریف کوروماندل می‌تواند شامل سواحل شمال غربی جزیره سریلانکا هم بشود.

## ریشه‌شناسی
سرزمین سلسله کولا با نام Cholamandalam (சோழ மண்டலம்) در تامیل شناخته می‌شد که به معنای قلمرو Cholas است که از واژه پرتغالیCoromandel مشتق شده  است.

## توصیف

### جغرافیا
سواحل کوروماندل به طور کلی کم عمق و تحت تأثیر دلتاهای رودخانه‌های بزرگ از جمله Kaveri، Palar، پنر و رود کریشنا هستند که در قسمت‌های غربی تشکیل می‌شوند و در سراسر فلات دکن به خلیج بنگال ریخته می‌شوند. این دشت آبرفتیتوسط این رودخانه‌ها بارور می‌شود که به نفع بخش کشاورزی است.

### آب و هوا
ساحل کوروماندل در باران سایه از گهات غربی می‌گیرد و در تابستان هم به واسطه بادهای موسمی باران کمتر دریافت می‌کند که در مجموع سالانه ۸۰۰ میلیمتر بارندگی دارد.